# Alexandre Bure
Alexandre (Louis-Ernest) Bure, nascido em Paris em 19 de março de 1845 e falecido na mesma cidade em 11 de fevereiro de 1882, conde hereditário de Labenne (1870), recebedor de finanças, é filho do futuro Napoleão III e sua amante Eléonore Vergeot.

## Vida
Alexandre é o segundo filho natural do futuro Napoleão III, então preso em Fort de Ham, e Eléonore Vergeot, sua lavanderia - sendo o filho mais velho Eugène. Para evitar qualquer escândalo, Eléonore é enviada para dar à luz discretamente em Paris, e os bebês são confiados aos cuidados de Mme Cornu.
Assim como o irmão, Alexandre é reconhecido pelo casamento de Pierre Bure - Tesoureiro Geral da Coroa - e Eléonore Vergeot, em 3 de agosto de 1845. O casal terá outro filho, Jean Bure (1853). Como o irmão, estudou em Paris, no colégio Sainte-Barbe.
Foi nomeado em 21 de abril de 1865 para a secretaria da tesouraria geral da Coroa.
Ele participa da expedição francesa ao México, se casa em Puebla, onde dizem que foi envenenado pela sogra, deixa o exército para se estabelecer na Cidade do México, onde faz maus negócios.
Ele finalmente voltou para a França sozinho no final de 1869. Ele então procurou a ajuda de seu famoso pai natural e foi assim nomeado administrador das finanças. Mas a queda do Império o impede de retornar ao seu posto.
Em 12 de março de 1879, casou-se em Paris, em segundo casamento, Marie-Henriette Paradis (1857, Vaugirard - 1937, Avignon), de 22 anos, rica herdeira do banqueiro Jean-Baptiste Paradis, falecido em 23 de abril de 1871. A testemunha do noivo, Philippe Wolmar - ex-caixa central do tesouro da Coroa - desempenhou o mesmo papel em 1858, quando a situação de Eléonore Vergeot e Pierre Bure foi regularizada. Deste casamento nasceu em Paris, em 20 de março de 1880, um filho único, Georges.
Alguns meses depois, a família mudou-se para Paimpol, rue Bécot, em uma bela propriedade construída em 1860, que se tornaria a "Villa Labenne": Gendarmerie de Paimpol de 1880 a setembro de 1984.
Alexandre empreendeu com Charles Tellier a construção de uma fábrica graças à fortuna de sua esposa - Tellier foi o inventor das câmaras frigoríficas instaladas a bordo dos navios que transportavam carne da América do Sul para a Europa. Também lhe devemos um método de secagem do bacalhau com ar quente, que interessou um armador chamado Le Goaster.
Mas a oposição de alguns políticos e industriais da região acabou desencorajando os dois associados de Alexandre: Tellier, Le Goaster e Alexandre desistiram do jogo.
Alexandre, acometido de uma doença, regressou a Paris onde faleceu no nº 69 da rue de Miromesnil, a 11 de Fevereiro de 1882, aos 36 anos.
Seus restos mortais foram transferidos para a Bretanha por sua viúva, e enterrados em La Chapelle de Lancerf em Plourivo, com o de seu filho Georges, que morreu em 10 de dezembro de 1884, com a idade de quatro anos e nove meses. Um grandioso funeral - apelidado ironicamente de "o retorno das cinzas" pela imprensa local - foi celebrado no início de 1885, com a participação de todos os bonapartistas que a região ainda possuía.
A fábrica e a secadora serão relançadas por sua esposa e seu segundo marido Louis Auguste Dupont - ex-administrador do castelo de Villennes-sur-Seine, que Marie-Henriette herdou de seu pai -, mas a falência da empresa será pronunciado. em 1887.
O museu do mar, localizado em Paimpol, rue Labenne, está instalado na antiga sala de secagem, fundada em 1880.